# Psittacanthus melinonii
Psittacanthus melinonii är en tvåhjärtbladig växtart som först beskrevs av Philippe Édouard van Tieghem, och fick sitt nu gällande namn av Adolf Engler. Psittacanthus melinonii ingår i släktet Psittacanthus och familjen Loranthaceae. Inga underarter finns listade i Catalogue of Life.